# Georgetown (Ascension)
Georgetown is de hoofdstad en de grootste plaats van het eiland Ascension, dat tot het Britse territorium Sint-Helena, Ascension en Tristan da Cunha behoort. De stad telt 450 inwoners (2008), ofwel ongeveer de helft van de eilanders, en is genoemd naar koning George III van het Verenigd Koninkrijk.

## Geografie
Georgetown ligt aan de westkust van het eiland, aan de voet van de Cross Hill. Het centrum bevindt zich rond de Mariakerk en de oude kazernes van de Royal Marines. De rotskaap Tartar Rock scheidt de stad van Clarence Bay in het noorden; in het zuiden ligt de kaap Catherine Point.

## Voorzieningen
Georgetown heeft een kerk, aanlegsteiger, atletiekpiste, kleine supermarkt, postkantoor, snackbar, hotel, politiekantoor, ziekenhuis, tandartsenpraktijk en bibliotheek. De enige school van het eiland is echter gelegen in Two Boats, dat meer in het binnenland ligt.

## Bezienswaardigheden

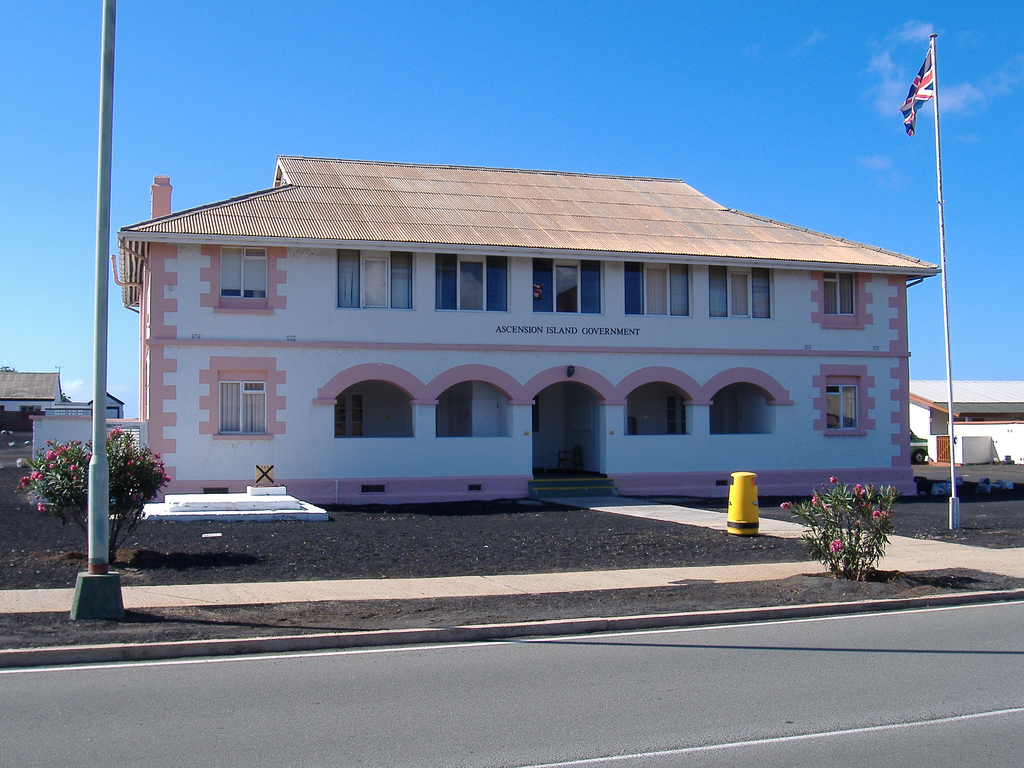
Regeringsgebouw van Ascension

- Forten: op de Cross Hill en aan de andere kant van de stad, het laatstgenoemde is tegenwoordig een museum.
- Op Hemelvaartsdag wordt de ontdekking van het eiland in 1503 gevierd, dit gebeurt ofwel in Georgetown ofwel in Two Boats.
- Long Beach, waar soepschildpadden hun eieren leggen.
- De anglicaanse Mariakerk.